# Ellen Markstedt Hjorth
Ellen Vilhelmina Markstedt Hjorth (född Markstedt), född 4 maj 1876 i Skellefteå, Västerbottens län, död 9 september 1932 i Oscars församling, Stockholm, var en svensk tonsättare och pianist.

## Biografi
Ellen Markstedt Hjorth föddes 4 maj 1876 i Skellefteå, Västerbottens län. Hon var dotter till Anton Markstedt och Kristina Josefina Lundeberg. Hon gifte sig 15 december 1900 med löjtnanten Karl Hjorth. Hon avled 9 september 1932 i Oscars församling, Stockholm. Ellen Markstedt Hjorth är begravd på Norra begravningsplatsen utanför Stockholm.

## Musikverk

### Piano
- Pianosonat i c-moll, op. 1. Utgiven 1903 på Abraham Lundquist, Stockholm.[8]

- Tre pianostycken, op. 2. Utgiven 1903 på Abraham Lundquist, Stockholm.[9]

1. Längtan
2. Aftonstämning
3. Aningar

### Översättningar
- När skörden mognar (Vagabond harvest), roman.[10]